# Arquidiócesis de Portland
La arquidiócesis de Portland (en latín: Archidioecesis Portlandensis in Oregon y en inglés: Roman Catholic Archdiocese of Portland) es una circunscripción eclesiástica de la Iglesia católica en Estados Unidos. Se trata de una arquidiócesis latina, sede metropolitana de la provincia eclesiástica de Portland. Desde el 29 de enero de 2013 su arzobispo es Alexander King Sample.

## Territorio y organización

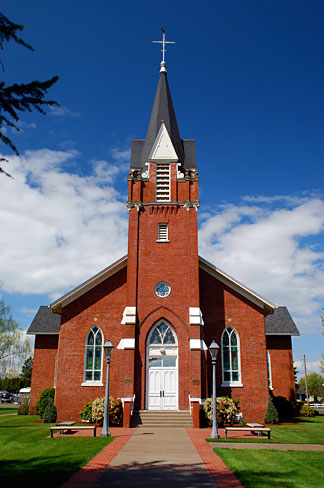
La iglesia de St. Paul, en donde fue celebrada en 1839 la primera misa en el territorio del moderno Oregón

La arquidiócesis tiene 76 937 km² y extiende su jurisdicción sobre los fieles católicos de rito latino residentes en 4 condados del estado de Oregón: Clatsop, Columbia, Clackamas, Multnomah, Tillamook, Washington, Yamhill, Marion, Polk, Benton, Lincoln, Lane, Linn, Coos, Douglas, Curry, Jackson y Josephine.
La sede de la arquidiócesis se encuentra en la ciudad de Portland, en donde se halla la Catedral de Santa María. En Oregón City se encuentra la excatedral de San Juan Apóstol.
La arquidiócesis tiene como sufragáneas a las diócesis de: Baker, Boise City, Great Falls-Billings y Helena.
En 2023 en la arquidiócesis existían 125 parroquias. 

## Historia

### Antecedentes
Cuando la compañía estadounidense dedicada al comercio de pieles llamada Pacific Fur Company llegó al territorio de Oregón en 1810, en la expedición iban 13 católicos francocanadienses, algunos de los cuales se establecieron en el valle del río Willamette.
El vicariato apostólico del Territorio de Oregón fue erigido el 1 de diciembre de 1843.
El 24 de julio de 1846 el vicariato apostólico fue dividido entre la arquidiócesis de Oregón City y las diócesis de Walla Walla y de la isla de Vancouver.
Debido a que Portland había crecido mucho más que Oregón City, en 1862 el arzobispo François-Norbert Blanchet trasladó su residencia a Portland, mientras que Oregón City siguió siendo el sitio de la catedral arzobispal.

### En Portland
El 26 de septiembre de 1928 la sede episcopal fue trasladada de Oregón City a Portland, y al mismo tiempo la arquidiócesis asumió el nombre Portland en Oregón como resultado de la bula Ecclesiarum omnium del papa Pío XI.
En 1931 el arzobispo Howard lideró una exitosa campaña para derogar las ordenanzas locales de zonificación que prohibían la construcción de iglesias y escuelas parroquiales.
El escándalo de los sacerdotes pedófilos ha obligado a la arquidiócesis a declararse en quiebra. Fue la primera diócesis en la historia en dar este paso. De hecho, luego de haber indemnizado a más de 100 víctimas, por un total de más de 53 millones de dólares, la arquidiócesis declaró que no tenía más fondos para indemnizar a otras víctimas. La solicitud de quiebra fue presentada el 6 de julio de 2004, pocas horas antes del inicio de otros dos juicios por pederastía. La solicitud tenía como objetivo defender las propiedades parroquiales y los fondos escolares de los reclamos de las víctimas; el razonamiento de la arquidiócesis es que las propiedades de las parroquias no pertenecen al patrimonio de la arquidiócesis.

## Estadísticas
Según el Anuario Pontificio 2024 la arquidiócesis tenía a fines de 2023 un total de 429 860 fieles bautizados.
| Año                                                                             | Población            | Población | Población      | Sacerdotes | Sacerdotes    | Sacerdotes    | Bautizados por sacerdote | Diáconos permanentes | Religiosos | Religiosos | Parroquias |
| Año                                                                             | Bautizados católicos | Total     | % de católicos | Total      | Clero secular | Clero regular | Bautizados por sacerdote | Diáconos permanentes | Varones    | Mujeres    | Parroquias |
| ------------------------------------------------------------------------------- | -------------------- | --------- | -------------- | ---------- | ------------- | ------------- | ------------------------ | -------------------- | ---------- | ---------- | ---------- |
| 1950                                                                            | 92 378               | 900 852   | 10.3           | 281        | 125           | 156           | 328                      |                      | 160        | 776        | 140        |
| 1966                                                                            | 197 856              | 1 685 800 | 11.7           | 475        | 185           | 290           | 416                      |                      | 300        | 1240       | 112        |
| 1970                                                                            | ?                    | 2 081 640 | ?              | 289        | 199           | 90            | ?                        |                      | 165        | 1000       | 120        |
| 1976                                                                            | 275 257              | 2 140 512 | 12.9           | 441        | 204           | 237           | 624                      | 1                    | 324        | 661        | 125        |
| 1980                                                                            | 294 952              | 2 195 800 | 13.4           | 427        | 182           | 245           | 690                      | 1                    | 384        | 869        | 126        |
| 1990                                                                            | 251 270              | 2 408 900 | 10.4           | 384        | 155           | 229           | 654                      | 6                    | 327        | 687        | 125        |
| 1999                                                                            | 289 951              | 2 799 200 | 10.4           | 326        | 147           | 179           | 889                      | 29                   | 76         | 539        | 125        |
| 2000                                                                            | 294 221              | 2 841 900 | 10.4           | 347        | 165           | 182           | 847                      | 30                   | 293        | 542        | 124        |
| 2001                                                                            | 297 841              | 2 869 750 | 10.4           | 342        | 164           | 178           | 870                      | 30                   | 277        | 531        | 123        |
| 2002                                                                            | 351 164              | 2 969 847 | 11.8           | 346        | 165           | 181           | 1014                     | 30                   | 282        | 529        | 125        |
| 2003                                                                            | 356 037              | 3 010 800 | 11.8           | 340        | 162           | 178           | 1047                     | 39                   | 282        | 506        | 124        |
| 2004                                                                            | 389 345              | 3 038 600 | 12.8           | 336        | 166           | 170           | 1158                     | 39                   | 293        | 487        | 124        |
| 2010                                                                            | 415 000              | 3 269 195 | 12.7           | 307        | 158           | 149           | 1351                     | 67                   | 254        | 400        | 124        |
| 2012                                                                            | 415 725              | 3 327 110 | 12.5           | 303        | 159           | 144           | 1372                     | 79                   | 245        | 388        | 124        |
| 2013                                                                            | 417 614              | 3 345 270 | 12.5           | 352        | 164           | 188           | 1186                     | 73                   | 272        | 397        | 124        |
| 2016                                                                            | 431 267              | 3 448 824 | 12.5           | 355        | 174           | 181           | 1214                     | 77                   | 274        | 364        | 124        |
| 2019                                                                            | 467 610              | 3 597 001 | 13.0           | 311        | 166           | 145           | 1503                     | 83                   | 207        | 329        | 124        |
| 2021                                                                            | 430 687              | 3 654 887 | 11.8           | 285        | 155           | 130           | 1511                     | 72                   | 198        | 343        | 124        |
| 2023                                                                            | 429 860              | 3 648 160 | 11.8           | 319        | 178           | 141           | 1347                     | 75                   | 204        | 312        | 125        |
| Fuente: Catholic-Hierarchy, que a su vez toma los datos del Anuario Pontificio. |                      |           |                |            |               |               |                          |                      |            |            |            |

## Episcopologio
- Edward Daniel Howard † (26 de septiembre de 1928-9 de diciembre de 1966 retirado[nota 2])
- Robert Joseph Dwyer † (9 de diciembre de 1966-15 de enero de 1974 renunció)
- Cornelius Michael Power † (15 de enero de 1974-1 de julio de 1986 retirado)
- William Joseph Levada † (1 de julio de 1986-17 de agosto de 1995 nombrado arzobispo coadjutor de San Francisco)
- Francis Eugene George, O.M.I. † (30 de abril de 1996-7 de abril de 1997 nombrado arzobispo de Chicago)
- John George Vlazny (28 de octubre de 1997-29 de enero de 2013 retirado)
- Alexander King Sample, desde el 29 de enero de 2013